# 18727 Peacock
18727 Peacock là một tiểu hành tinh vành đai chính với chu kỳ quỹ đạo là 2030.4951035 ngày (5.56 năm).
Nó được phát hiện ngày 22 tháng 5 năm 1998.